# 脈衝場凝膠電泳
脈衝場凝膠電泳（PFGE）是一種分離大分子DNA的方法。在普通的凝膠電泳中，大的DNA分子（>10kb）移動速度接近，很難分離形成足以區分的條帶。在脈衝場凝膠電泳中，電場不斷在兩種方向（有一定夾角，而不是相反的兩個方向）變動。DNA分子帶有負電荷，會朝正極移動。相對較小的分子在電場轉換後可以較快轉變移動方向，而較大的分子在凝膠中轉向較爲困難。因此小分子向前移動的速度比大分子快。脈衝場凝膠電泳可以用來分離大小從10kb到10Mb的DNA分子。

1. ↑  脈衝式電泳在流行病學之應用  （页面存档备份，存于），台灣醫院感染管制學會。